# Phialoascus
Phialoascus är ett släkte av svampar. Phialoascus ingår i familjen Endomycetaceae, ordningen Saccharomycetales, klassen Saccharomycetes, divisionen sporsäcksvampar och riket svampar.
|             | Endomyces                              |
|             |                                        |
|             | Helicogonium                           |
|             |                                        |
| Phialoascus | \| \| Phialoascus borealis \| \| \| \| |
|             | \| \| Phialoascus borealis \| \| \| \| |
|             | Ascocephalophora                       |
|             |                                        |
|             | Phialoascus borealis                   |
|             |                                        |

|  | Phialoascus borealis |
|  |                      |